# Pylade (pantomime)
Pour les articles homonymes, voir Pylade.
Pylade (en grec ancien Πυλάδης / Puládēs) est un pantomime célèbre, affranchi d’Auguste, né en Cilicie.
Pylade, qui vivait au Ier siècle av. J.-C., passe, sinon pour l’inventeur de ce genre de spectacle, au moins pour le premier qui le porte, chez les Romains, à un degré de perfection dont on n’avait pas eu l’idée jusqu’alors. Il fit école et représentait surtout des sujets tragiques.
Sa rivalité avec Bathylle, mime comique, crée des troubles qui le font bannir d’Italie. Mais le peuple, par ses appels, arrive à le faire revenir. On ignore l’époque de la mort de Pylade. On cite trois autres pantomimes du même nom, ainsi qu’un musicien grec, né à Mégalopolis dans le Péloponnèse, et qui vivait du temps de Philopœmen.

## Sources
- « Pylade (pantomime) », dans Pierre Larousse, Grand dictionnaire universel du XIXe siècle, Paris, Administration du grand dictionnaire universel, 15 vol., 1863-1890 [détail des éditions].